# تفجيرات أوغندا 2021
تفجيرات أوغندا 2021 خلال أواخر أكتوبر 2021، وقع تفجيران في أوغندا:
- في الساعة 9 مساءً يوم 23 أكتوبر 2021: انفجرت قنبلة في مطعم في كمبالا، مما أسفر عن مقتل نادلة وإصابة ثلاثة أشخاص آخرين.[1] قام ثلاثة رجال متظاهرين بأنهم زبائن بإحضار القنبلة إلى المطعم في كيس من البوليثين وتركوها تحت طاولة، وتركوها قبل أن تنفجر. في 24 أكتوبر أعلن تنظيم الدولة الإسلامية مسؤوليته، قائلاً إنهم استهدفوا المؤسسة لأن موظفي الحكومة يترددون عليها.
- في الخامسة من مساء يوم 25 أكتوبر 2021: فجر انتحاري نفسه في حافلة في لونغالا في مقاطعة مبيجي، مما أدى إلى إصابة العديد من الأشخاص. كانت الحافلة تسير بين ماساكا وكمبالا، وكان المهاجم هو الوحيد الذي لقي مصرعه في الحادث. بعد يوم واحد تعرفت عليه السلطات على أنه عضو في القوات الديمقراطية المتحالفة.[2]